# Оушан Гроув (Масачусетс)
Оушан Гроув (енгл. Ocean Grove) насељено је место без административног статуса у америчкој савезној држави Масачусетс.

## Демографија
По попису из 2010. године број становника је 2.811, што је 201 (-6,7%) становника мање него 2000. године.
| Група             | 2000.         | 2010.         |
| Белци             | 2.921 (97,0%) | 2.753 (97,9%) |
| Афроамериканци    | 13 (0,4%)     | 19 (0,7%)     |
| Азијати           | 8 (0,3%)      | 6 (0,2%)      |
| Хиспаноамериканци | 11 (0,4%)     | 14 (0,5%)     |
| Укупно            | 3.012         | 2.811         |